# Legutio
Legutio (abans Legutiano, en castellà Villarreal de Álava) és un municipi d'Àlaba, de la Quadrilla de Zuia. Està format pels concejos:
- Elosu, que inclou el barri d'Ollerías.
- Gojaín
- Legutiano/Villarreal que és la capital i principal població del municipi.
- Urbina.
- Urrúnaga, que inclou el barri de Nafarrate.

## Economia
Legutio compta al sud del seu terme municipal amb un dels polígons industrials més importants d'Àlaba, el Polígon Industrial de Gojaín. Aquest polígon ocupa l'espai situat entre els pobles de Gojain, Urbina, Urrunaga, Betolaza i Luko. A més hi ha altres indústries situades en els marges de les carreteres que van de Vitòria a Arrasate (A-627) i de Vitòria a Durango (N-240). A Legutio s'hi van instal·lar en les últimes dècades força empreses procedents de Vitòria o de l'Alt Deba, que van buscar en aquest municipi expandir les seves instal·lacions aprofitant la seva situació estratègica i l'espai disponible. Entre elles la més coneguda és possiblement la fàbrica de naips de Heraclio Fournier, el fabricant espanyol més conegut de cartes de la baralla espanyola. Les empreses pertanyen a diversos sectors, però destaca la indústria siderometal·lúrgica. Les empreses industrials de Legutio que superen els 50 treballadors són: 
- Cartonajes Igamo, S.A.: caixes de paper i cartó.
- Condesa Fabril, S.A.: fàbrica de tubs i perfils.
- Fundiciones Urbina, S.A.: fosa de peces de ferro nodular i acer gris.
- Gameko Fabricación de Componentes, S.A. (CIE Gameko): pertany al Grup CIE automotive. Fabrica components d'automoció.
- Holtza, S.A.: estructures de fusta laminada.
- Icoa, S.A.: fabricació d'espuma de poliuretà.
- Indal Casting, S.A.: fundició d'alumini.
- Naipes de Heraclio Fournier S.A..: fabricació de naips.
- Grupo Recyde: decoletatge de peces sota pla.
- Shuton, S.A.: fusos a boles de precisió.
- Trefilados de Urbina, S.A. (Trefusa): trefileria d'acers especials per a estampació i extrusió en fred